# Emma Galli
Emma Galli (nata Emma Gallovich) (Trieste, 1893 – Gorizia, 25 dicembre 1982) è stata una pittrice italiana, discendente da una famiglia di origine istriana.

## Biografia
Fin da piccola dimostrò un'innata propensione per l'arte e dopo le scuole primarie presso le Suore Cittadine di Nostra Signora di Sion a Trieste si diplomò all'istituto magistrale e subito dopo proseguì gli studi presso la Kunstgeweberschule di Monaco di Baviera, dove conobbe profondamente l'espressionismo tedesco, ma restò incantata dalle tinte tenui e pastose dell'ultimo impressionismo. Nel 1928 si iscrisse all'Istituto d'Arte di Firenze nel quale apprese, dal prof. Lunardi, lo studio del nudo e dell'anatomia umana e rimarrà nel capoluogo toscano fino a tutto il 1929. Subito dopo la morte del padre, Giovanni, (a metà degli anni trenta del XX secolo) si trasferì con la madre, Paola Foerg, a Gorizia, prima in via Dante e poi in via Marconi, dove dimorerà fino alla morte, avvenuta nel giorno di Natale del 1982. Emma Gallovich, il cui cognome fu italianizzato in Galli con decreto prefettizio del 1929, entra a pieno titolo nella storia dell'arte goriziana, triestina e italiana; il suo corpus conta più di ottocento opere tra ritratti, tele naturalistiche, pale d'altare (se ne contano almeno quattrocento), matite su cartone, dislocate in gran parte d'Italia. I suoi dipinti (in maggior parte olii su tela o tavoletta) e ritratti trovano spazio nei palazzi delle istituzioni: Municipio, Palazzo Arcivescovile, Palazzo della Prefettura, Biblioteca Statale e Civica, nella quasi totalità delle chiese cittadine e di tutta la provincia, nonché di quelle della Valle dell'Isonzo (oggi Slovenia). Il suo lavoro è ben visibile in numerose città italiane, oltre alla già citata Trieste città d'origine, anche a Udine, Lodi, Bergamo, Mantova, Roma e Palermo. Suoi ritratti sono presenti anche in Canada presso l'Università di Montréal. In più di sessant'anni di lavoro Emma Galli ha dato prova di una rara serietà professionale, senza esibizionismi, con fedeltà alle proprie convinzioni, e si attesta a buon diritto nell'ambito della storia dell'arte come un'esponente attendibile e qualificata di un clima e di una cultura ben definita.
Nel marzo del 2012 la città di Gorizia le ha dedicato una scalinata nella zona centrale della città, proprio nei pressi del primo studio pittorico e della casa in cui viveva con la madre.